# Gonia texensis
Gonia texensis là một loài ruồi trong họ Tachinidae.